# Eliel Saarinen

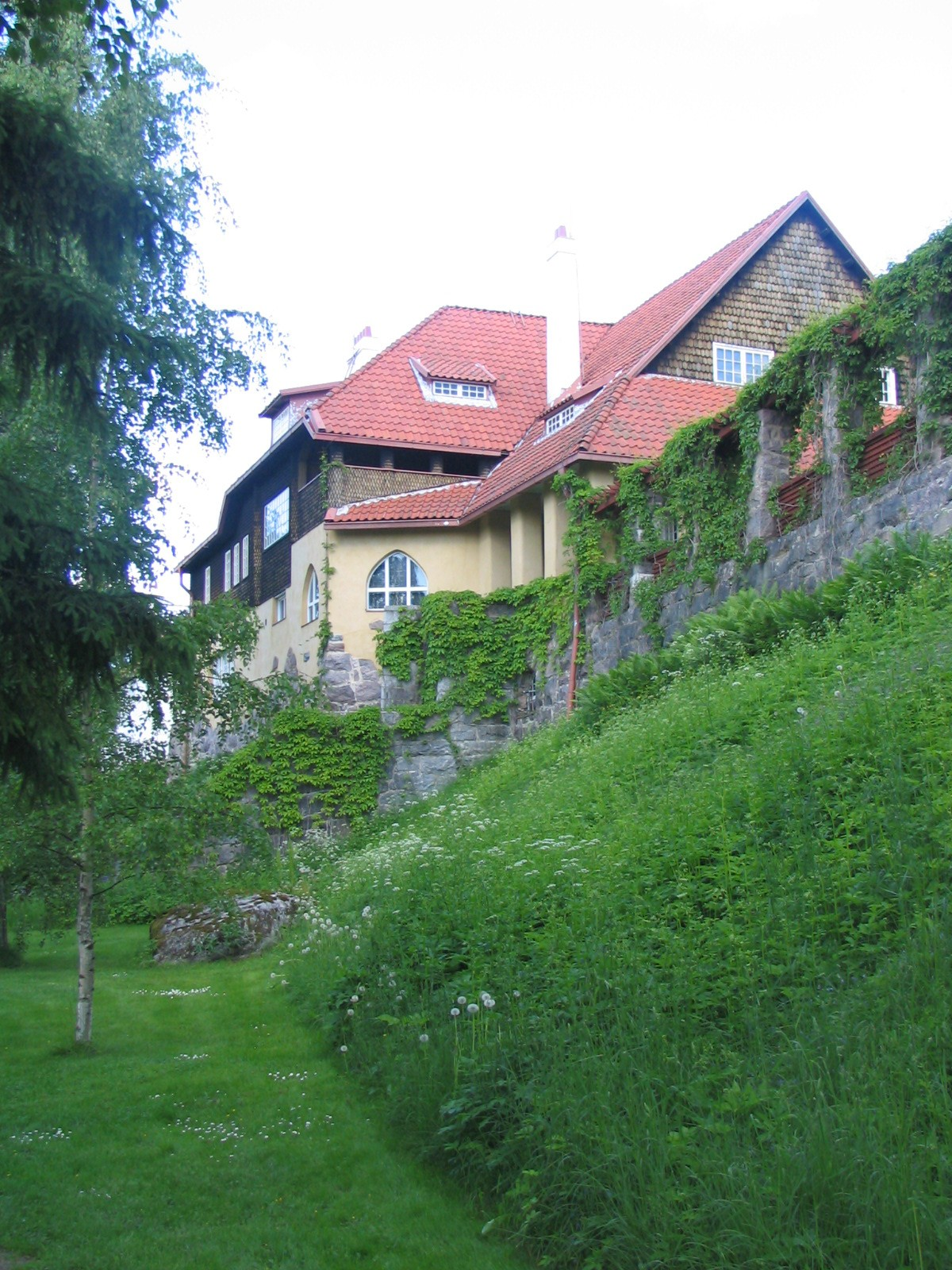
Hvitträsk a Kirkkonummi, Finlàndia (1903)

Gottlieb Eliel Saarinen (20 d'agost de 1873 a Rantasalmi, Finlàndia - 1 de juliol de 1950, a Michigan, Estats Units) fou un arquitecte finlandès que esdevingué famós gràcies a les seves construccions en l'estil de l'art nouveau a principis del segle xx.

## Biografia
Saarinen fou educat a Hèlsinki. El seu primer gran treball fou el Pavelló Finlandès de l'Exposició Universal del 1900, exhibia una extraordiàaria convergència d'influències d'estil: arquitectura finlandesa de fusta, neogòtic britànic i el jugendstil. Saarinen també dissenyà els bitllets del marc finlandès introduïts el 1922.
Eliel Saarinen es traslladà als Estats Units després de presentar una proposta pel disseny de la Tribune Tower a Chicago. Malgrat que el disseny de Saarinen quedà en segon lloc al concurs, el seu disseny fou realitzat el 1929 amb la construcció del Gulf Building a Houston. Saarinen continuà el seu treball acadèmic i professional a Michigan.
El 1925 George Gough Booth li demanà que dissenyés el campus de la Cranbrook Educational Community, planejat com un equivalent estatunidenc de l'Escola de la Bauhaus. Saarinen ensenyà en aquesta escola i fou director de la Cranbrook Academy of Art el 1932. Entre els seus estudiants-col·laboradors hi havia Ray Eames i Charles Eames; Saarinen influí en llurs treballs de disseny de mobles.
El seu fill Eero (1910-1961), es convertí en un dels arquitectes estatunidencs més importants de mitjans del segle xx, com un dels líders de l'estil internacional.

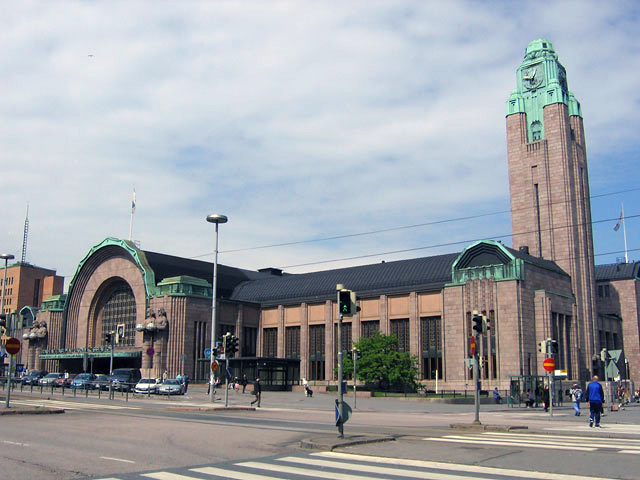
Estació de Tren a Hèlsinki

## Obra
- Pavelló Finlandès, a l'Exposició Universal del 1900, París
- Finca Hvitträsk, llar de Saarinen a Kirkkonummi (1903)
- Estació de Tren a Hèlsinki (1911)
- Museu Nacional de Finlàndia, a Hèlsinki (1911)
- Ajuntament de Lahti, a Lahti (1911)
- Estació de Tren a Vyborg (1913)
- Església de Sant Pau, a Tartu, Estònia (1917)
- Primera Església Cristiana a Columbus, Indiana (1942)